# 충북여자고등학교
충북여자고등학교(忠北女子高等學校)는 대한민국 충청북도 청주시 서원구 모충동에 있는 사립 고등학교이다.

## 학교 연혁
- 1954년 7월 22일 : 학교법인 신라학원 설립인가, 설립자 강기용 박사
- 1964년 11월 19일 : 학교법인 운호학원으로 명칭변경
- 1974년 12월 24일 : 청주여자사범대학부속여자고등학교 설립 인가(9학급)
- 1975년 3월 6일 : 개교(초대 교장 강기용 박사 취임)
- 1979년 4월 16일 : 청주사범대학부속여자고등학교로 교명 변경
- 1980년 3월 1일 : 별관 교사 증축
- 1982년 11월 30일 : 생활관(38평), 시청각실(39평) 신축
- 1984년 9월 3일 : 학급 증설 인가 (총 27학급)
- 1988년 3월 1일 : 충북여자고등학교로 교명 변경
- 1996년 8월 10일 : 학교법인 서원학원으로 학원 명칭 변경
- 2003년 1월 30일 : 학교 신관 신축 준공
- 2015년 4월 21일 : 목련학사 준공
- 2020년 11월 20일 : 학교법인 서원학원 전찬구 이사장 취임
- 2023년 9월 1일 : 제20대 교장 박홍규 선생 취임
- 2024년 2월 1일 : 제47회 238명, 총 졸업생 18,540명

## 참고 자료
- 충북여자고등학교 - 한국교육학술정보원 학교알리미